# Wagner College
Le Wagner College est un college d'arts libéraux de la ville de New York, situé dans l'arrondissement de Staten Island. Fondé en 1883, il est rattaché à l'église évangélique luthérienne des États-Unis. Selon l'édition 2008 de la Princeton Review, le Wagner College se classe parmi les 366 meilleurs colleges du pays, et il se classe même dans le top 10 dans la catégorie des plus beaux campus. Les principales spécialisations de l'établissement sont les affaires, la psychologie, la biologie, l'enseignement, et l'administration des arts et du théâtre. 